# Stephen Giles
Stephen Cory („Steve”) Giles (ur. 4 lipca 1972 w St. Stephen) – kanadyjski kajakarz. Uczestnik Igrzysk Olimpijskich 1992, 1996, 2000 oraz 2004. Na Igrzyskach w 2000 roku w Sydney zdobył brąz w konkurencji C-1 1000 m.
Stephen Giles jest również złotym i brązowym medalistą mistrzostw świata. 